# Monasterio de San Vicente del Pino

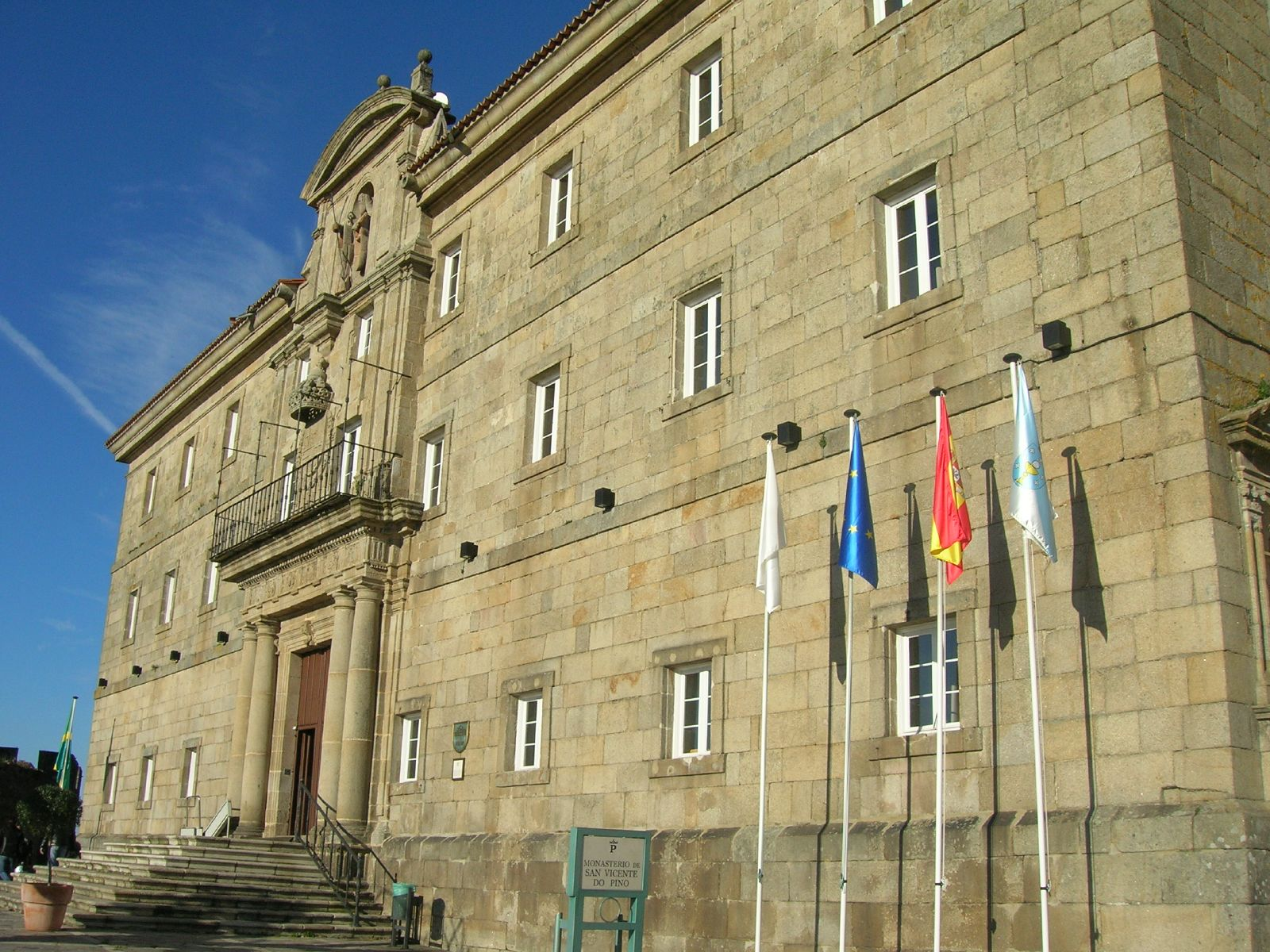
Portada del monasterio

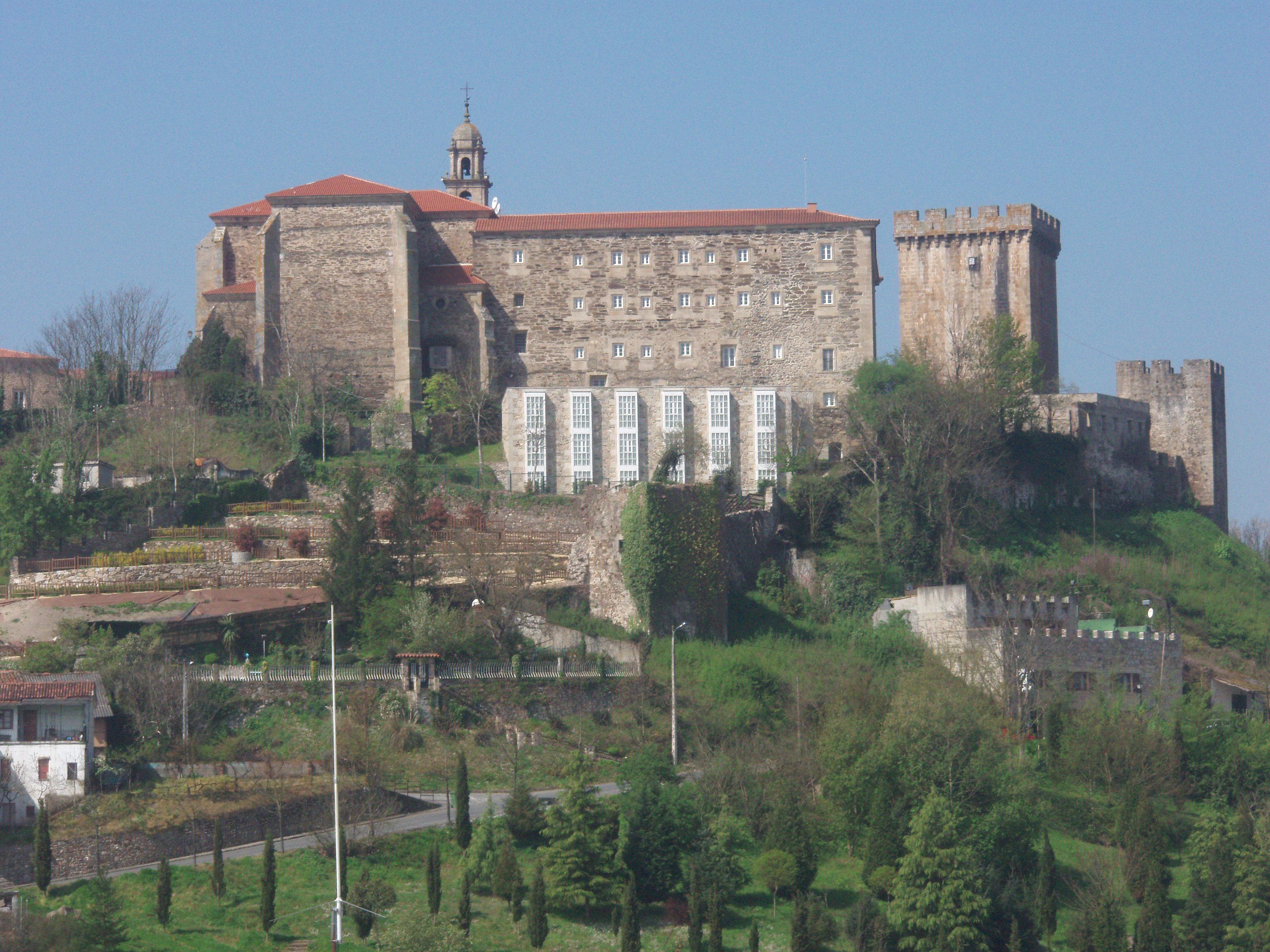
Vista trasera del conjunto histórico-artístico de San Vicente del Pino, hoy Parador de Turismo.

El antiguo monasterio de San Vicente del Pino (en gallego: Mosteiro de San Vicente do Pino) es un conjunto monumental situado en Monforte de Lemos (Lugo, España), flanqueado por los restos de la muralla, los cubos defensivos y la torre del homenaje, desde la cual se puede contemplar todo el conjunto del valle de Lemos, y los restos del palacio de los Condes de Lemos, edificación de la cual se perdió la mayor parte en un devastador incendio. El monasterio, junto con el palacio, constituyen actualmente el Parador Nacional de Turismo de Monforte de Lemos.

## Historia y descripción
Se trata de la localización más probable del primitivo Castro Dactonio, asentamiento de la tribu céltica de los Lemavos, un asentamiento recogido por Plinio el Viejo y Ptolomeo. Documentos medievales recogen la siguiente expresión latina; "Dactonium, quod dicitur "Pinus"" ("Dactonio, al que llaman del pino"), lo cual revela una fase de uso conjunto de ambos topónimos (Dactonio y pino); aunque la localización del Castro Dactonio ha sido disputada en numerosas ocasiones, debido a la aparición de restos castreños en otros lugares próximos a la zona como Castillón, la de San Vicente del Pino ha sido a la que se ha otorgado una mayor credibilidad, tanto por lo característico de su orografía, propicia a usos defensivos, como por la toponimia del lugar. Durante el año 2007 excavaciones en la falda del monte dejaron al descubierto restos de un castro y diversos vestigios prerromanos, lo cual vino a reforzar la teoría que situaría el Castro Dactonio en el monte de San Vicente del Pino. 
Aunque los orígenes del monasterio en sí se remontan al siglo X, la edificación actual se inicia en el siglo XVI. La plaza del edificio conventual es neoclásico, tanto su fachada como el claustro; la iglesia monacal consta de portada renacentista, mientras que el interior se enmarca en el gótico de transición, cubierta de bóvedas estrelladas sobre arcos agudos. Un órgano barroco, silenciado desde hace décadas, se sitúa en un lateral del coro. En el recargado altar mayor destaca una interesante pintura alegórica que representa la tortura de San Vicente.
En el cenobio se conserva una singular imagen de Santa Ana con la Virgen y el Niño, así como un interesante bajorrelieve Románico, entre otras piezas de relevancia artística.
Junto a la Pila bautismal, a la derecha de la puerta de acceso, se encuentra un sepulcro de piedra, correspondiente al Abad Diego García, con una inscripción en latín, y deteriorada por diversas hendiduras ennegrecidas por el frecuente uso de llamas con ánimo de contemplar los restos que encierra, relacionados con la popular leyenda de La corona de fuego.
Asimismo, diversas partes de la iglesia se encuentran fuertemente deterioradas, entre ellas las valiosas pinturas murales y algunas vidrieras; se ha presentado a la Junta de Galicia un plan de restauración con ánimo de recuperar su patrimonio artístico.

## Galería de imágenes

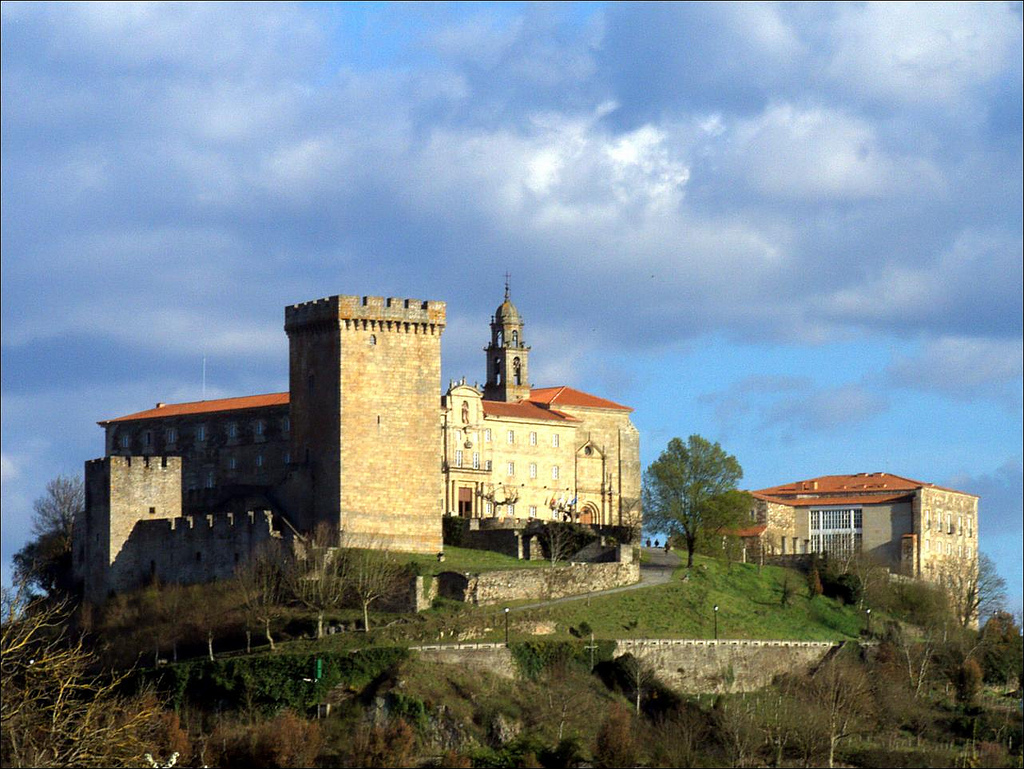
El monasterio en la cima del monte
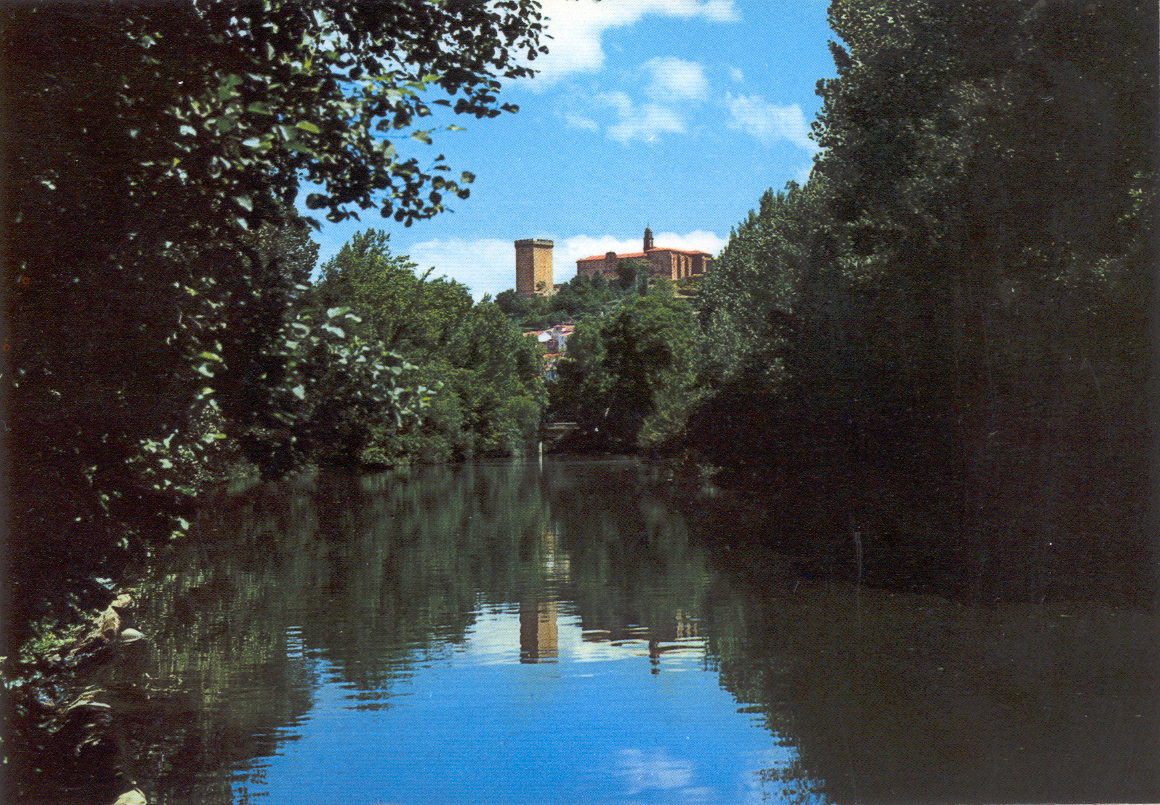
Vista del castillo desde el Cabe
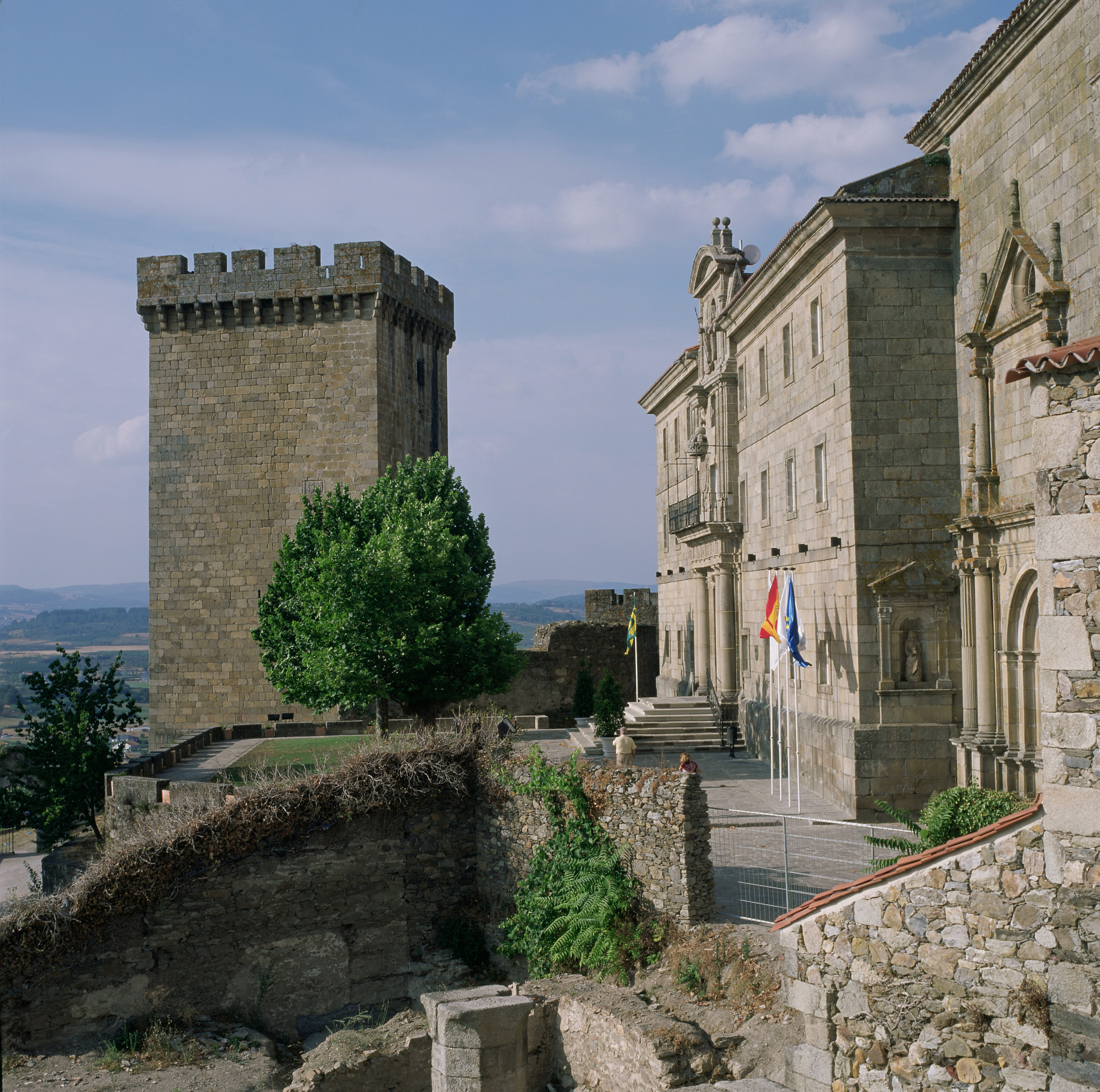
Trasera del monasterio y  la torre
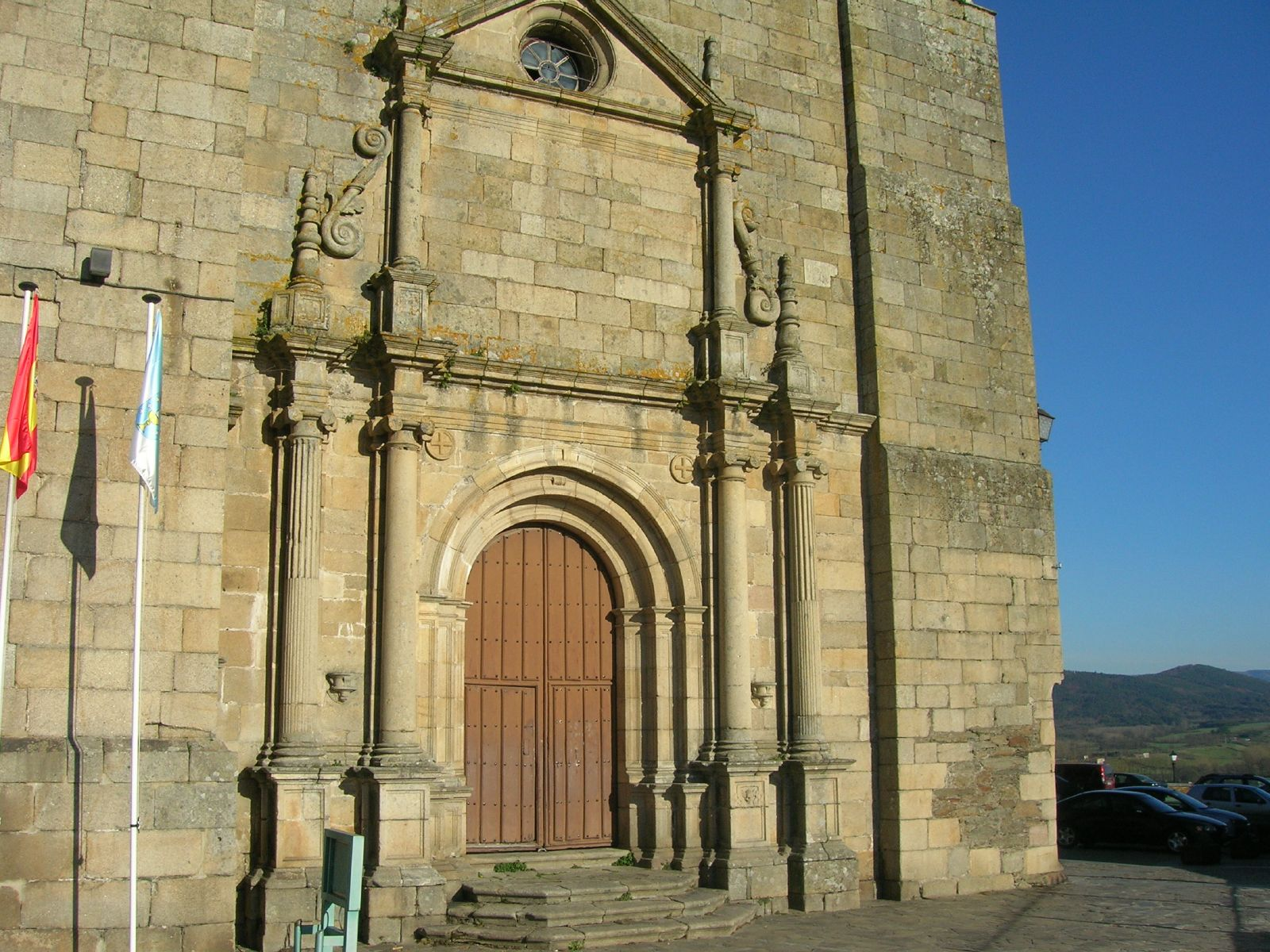
Portada de la iglesia
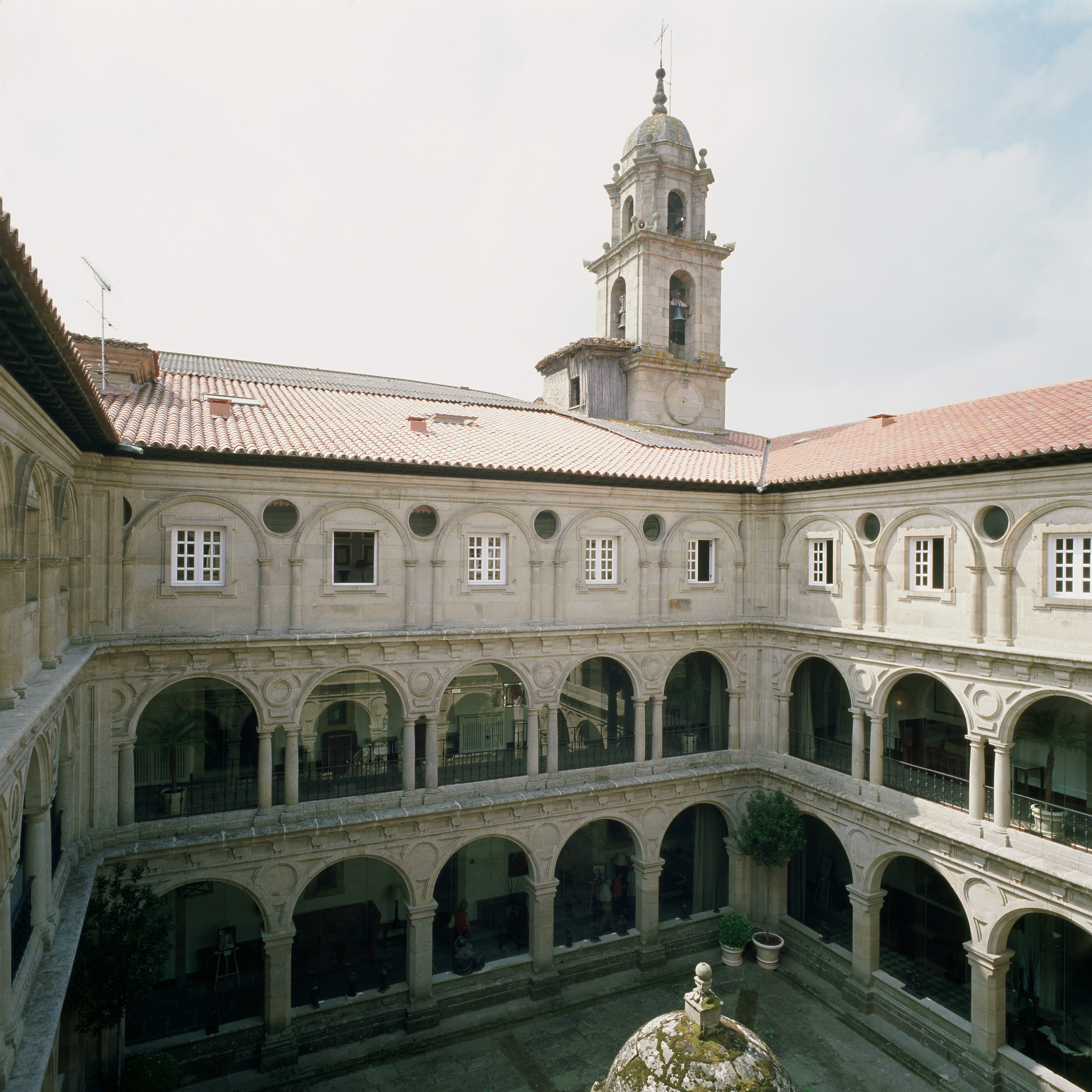
Interior del claustro
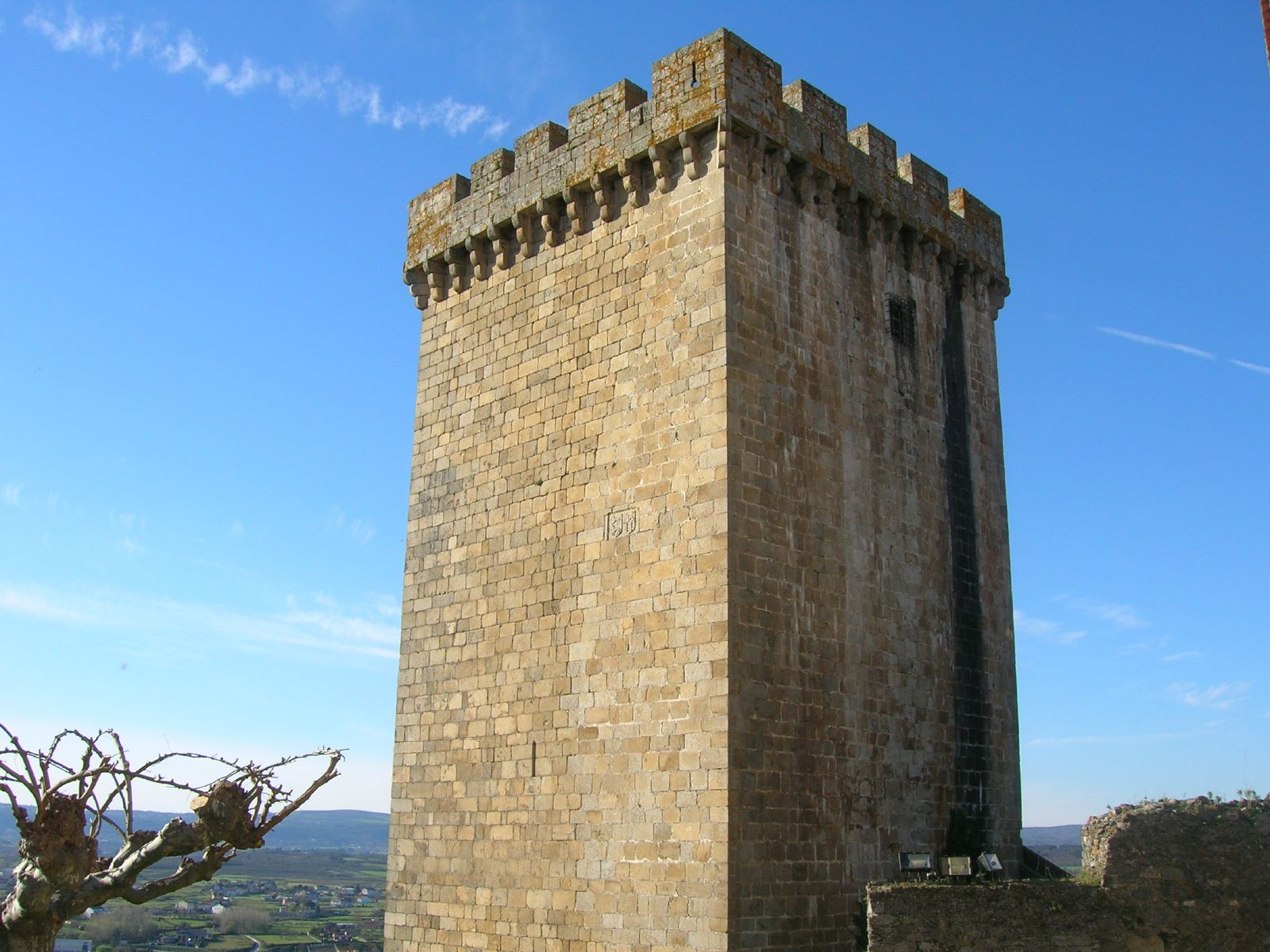
Torre del homenaje